# Panhard & Levassor M2K
Der Panhard & Levassor M2K ist ein Pkw-Modell der 1890er Jahre. Hersteller war Panhard & Levassor in Frankreich.

## Beschreibung
Die französische Zulassungsbehörde prüfte Kraftfahrzeuge erst ab 1899 systematisch und stellte Typenbescheinigungen aus. Da der M2K schon 1895 eingeführt wurde, hat er keine offizielle Typenbezeichnung. Der Modellname ist vom Motor abgeleitet. Das „M“ steht für den sogenannten Phénix-Motor nach einer Lizenz der Daimler-Motoren-Gesellschaft. Die „2“ nennt die Anzahl der Zylinder.
Es ist ein Zweizylinder-Reihenmotor mit 130 mm Bohrung und 160 mm Hub; Hubraum 4247 cm³. 10 CV sind angegeben, die sich entweder auf die steuerliche Einstufung nach Cheval fiscal oder auf die tatsächliche Motorleistung von 10 PS beziehen.
Die einzige bekannte Karosseriebauform ist ein Break mit sechs Sitzen.
Der Absatz blieb gering. 1895 und 1897 entstand jeweils ein Fahrzeug.
1899 folgte mit dem M4I ein Modell mit ähnlichem Hubraum.